# Polizeipräfektur
Eine Polizeipräfektur (französisch Préfecture de police) ist eine Polizeibehörde in Frankreich, die in etwa einem Polizeipräsidium in Deutschland oder einer Questura in Italien vergleichbar ist. Allerdings verfügen nur die Großräume Paris und Marseille über Polizeipräfekturen.
Der geographische Zuständigkeitsbereich der Polizeipräfektur kann sich über eines oder mehrere Départements erstrecken. Der Polizeipräfektur steht der Polizeipräfekt (Préfet de police) vor.
Bis 2012 gab es in Frankreich nur eine einzige Polizeipräfektur, und zwar die im Jahr 1800 begründete Polizeipräfektur Paris, deren Zuständigkeitsbereich die Stadt Paris und – teilweise – die direkt angrenzenden Départements (Petite couronne) umfasst.
Seit dem Jahr 2012 verfügt auch das  Département Bouches-du-Rhône mit der Stadt Marseille über eine Polizeipräfektur. Die Aufgabenbereiche und hierarchische Einordnung der Polizeipräfektur Bouches-du-Rhône sind dabei nicht identisch mit derjenigen von Paris.
Polizeipräfektur und Polizeipräfekt sind nicht zu verwechseln mit den in jedem Département sowie auf Regionsebene vorhandenen Institutionen der Präfektur und des Präfekten.